# Cabildo de Nueva Orleans
El Cabildo de Nueva Orleans es un edificio histórico ubicado actualmente en Nueva Orleans, Luisiana, Estados Unidos en el barrio francés. La construcción actual data de 1799. Durante la época virreinal, funcionó como cabildo de la ciudad. Tras la compra de Luisiana por Estados Unidos, fue destinado a varios usos. 
El edificio del cabildo se halla situado en la calle de Chartres, en donde ocupa un solar frente a la plaza de armas (hoy Plaza Jackson). 

## Historia
El cabildo de Nueva Orleans fue protagonista de los acontecimientos políticos, sociales y culturales más importantes de la historia de Luisiana. Es un símbolo y testimonio de la ciudad en la época virreinal española.
El cabildo original fue destruido en el gran incendio de Nueva Orleans (1788). El cabildo fue reconstruido entre 1795-1799 como sede del gobierno municipal español en Nueva Orleans. En 1821 se quitó el escudo de armas español del frontón de la fachada y fue reemplazado por el actual águila estadounidense con balas de cañón del escultor italiano Pietro Cardelli y el tercer piso con mansarda se añadió posteriormente en 1847, en estilo francés. El cabildo fue el sitio de las ceremonias de transferencia de la compra de Luisiana a fines de 1803 y el ayuntamiento de Nueva Orleans lo siguió utilizando hasta mediados de la década de 1850.
La sala capitular se utilizó originalmente como sala de audiencias. Los españoles utilizaron la sala de audiencias de 1799 a 1803, y de 1803 a 1812 fue utilizada por el tribunal superior territorial de Luisiana. Durante los años entre 1868 y 1910, el cabildo fue la sede de la Corte Suprema de Luisiana. La sala capitular fue el escenario de varios casos judiciales emblemáticos, incluido el caso Plessy contra Ferguson. 
En 1895, el edificio estaba en decadencia y fue propuesta su demolición; el artista William Woodward dirigió una exitosa campaña para conservar y restaurar el edificio histórico. 
Fue declarado Hito Histórico Nacional en 1960.
El cabildo resultó gravemente dañado por un incendio el 11 de mayo de 1988, que destruyó la cúpula y todo el tercer piso, pero fue restaurado y reabierto al público en 1994.

## Galería

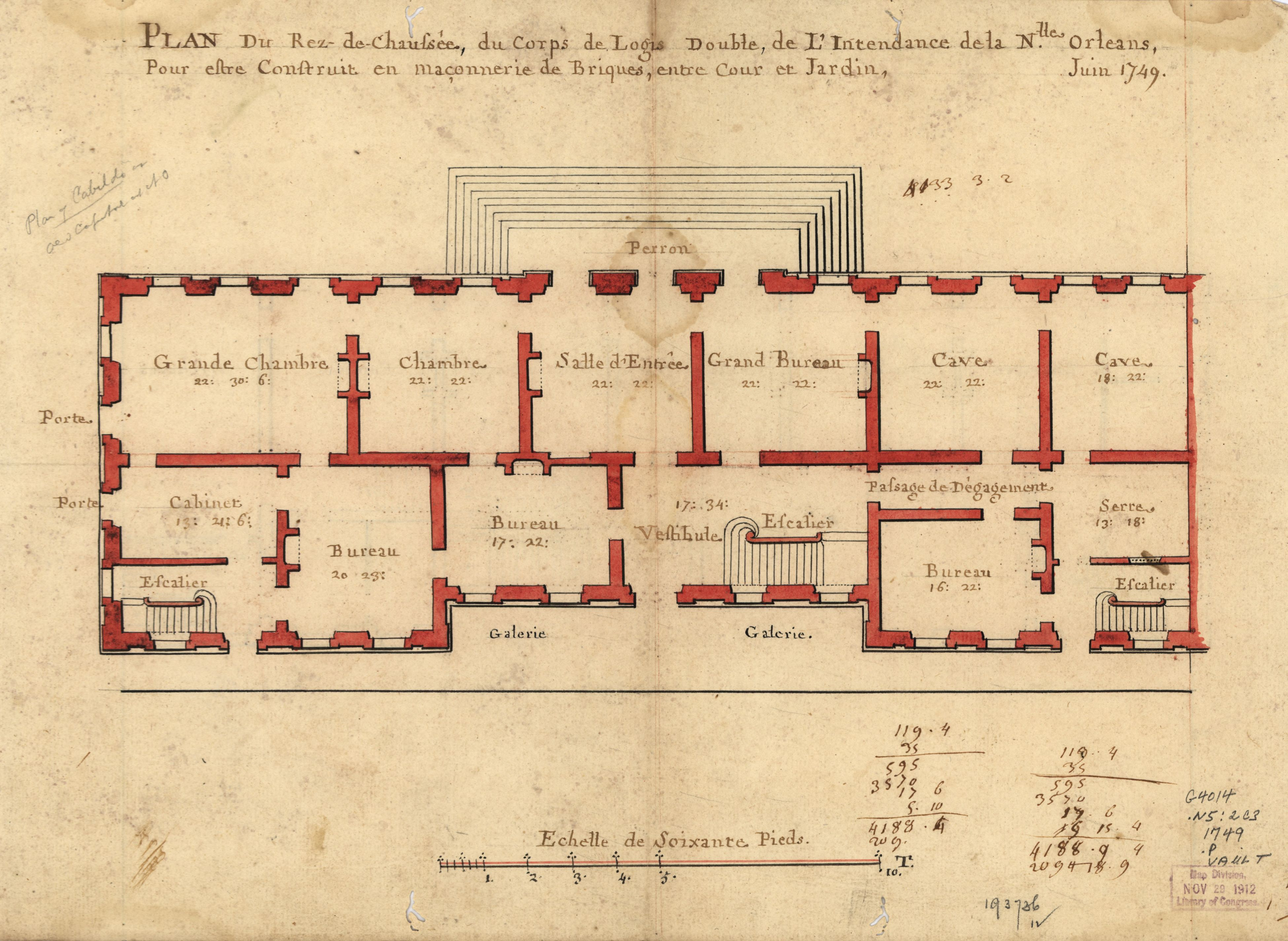
Plano del cabildo original en 1749.
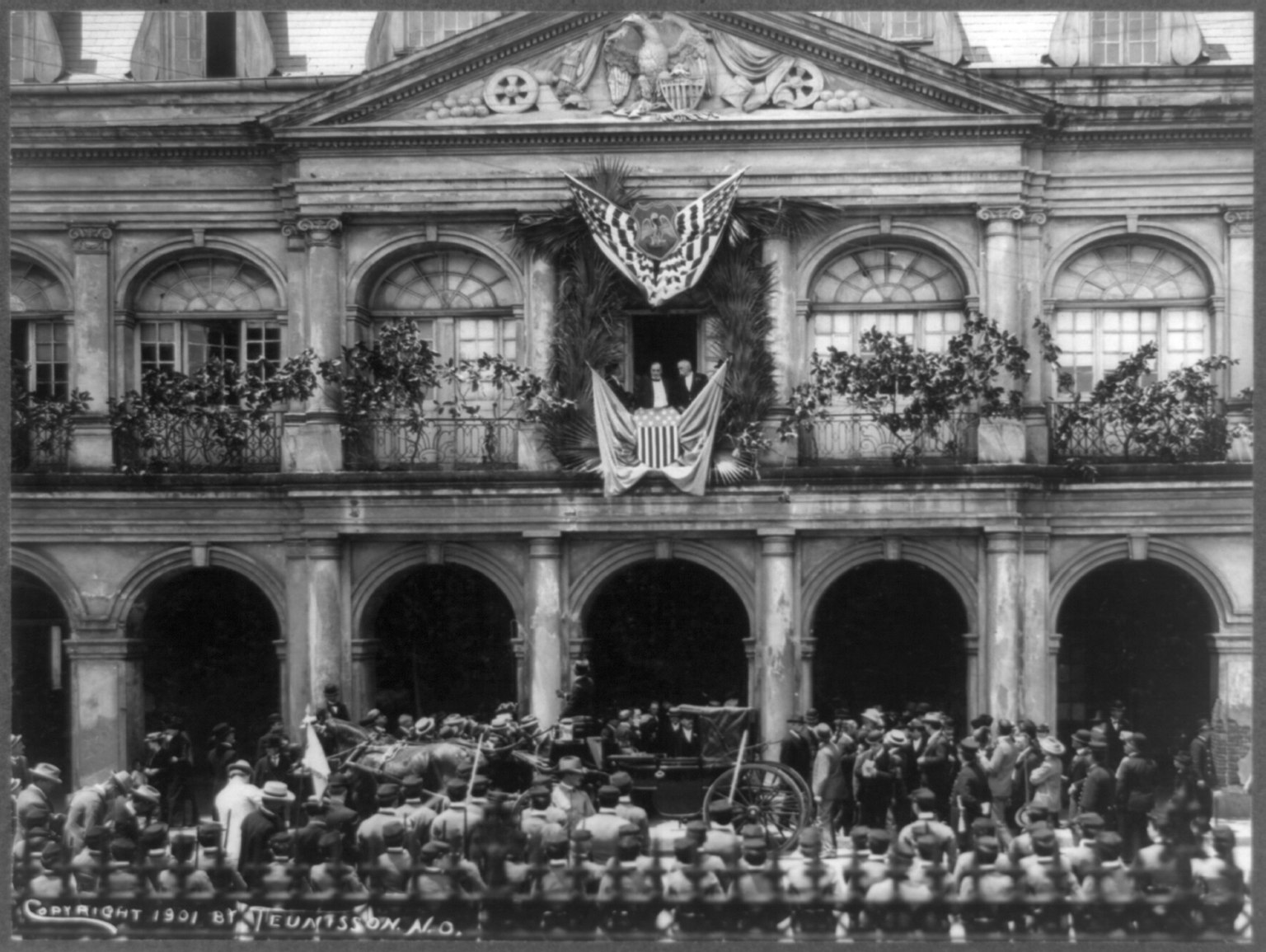
El presidente William McKinley dando un discurso desde el cabildo en 1901.
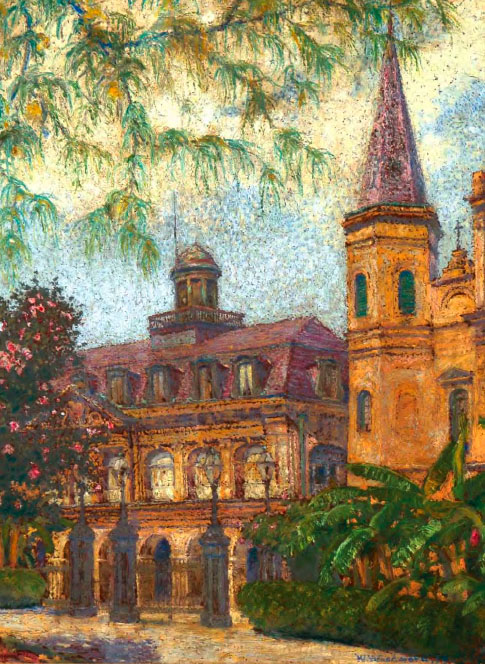
Pintura del cabildo por William Woodward (1914).
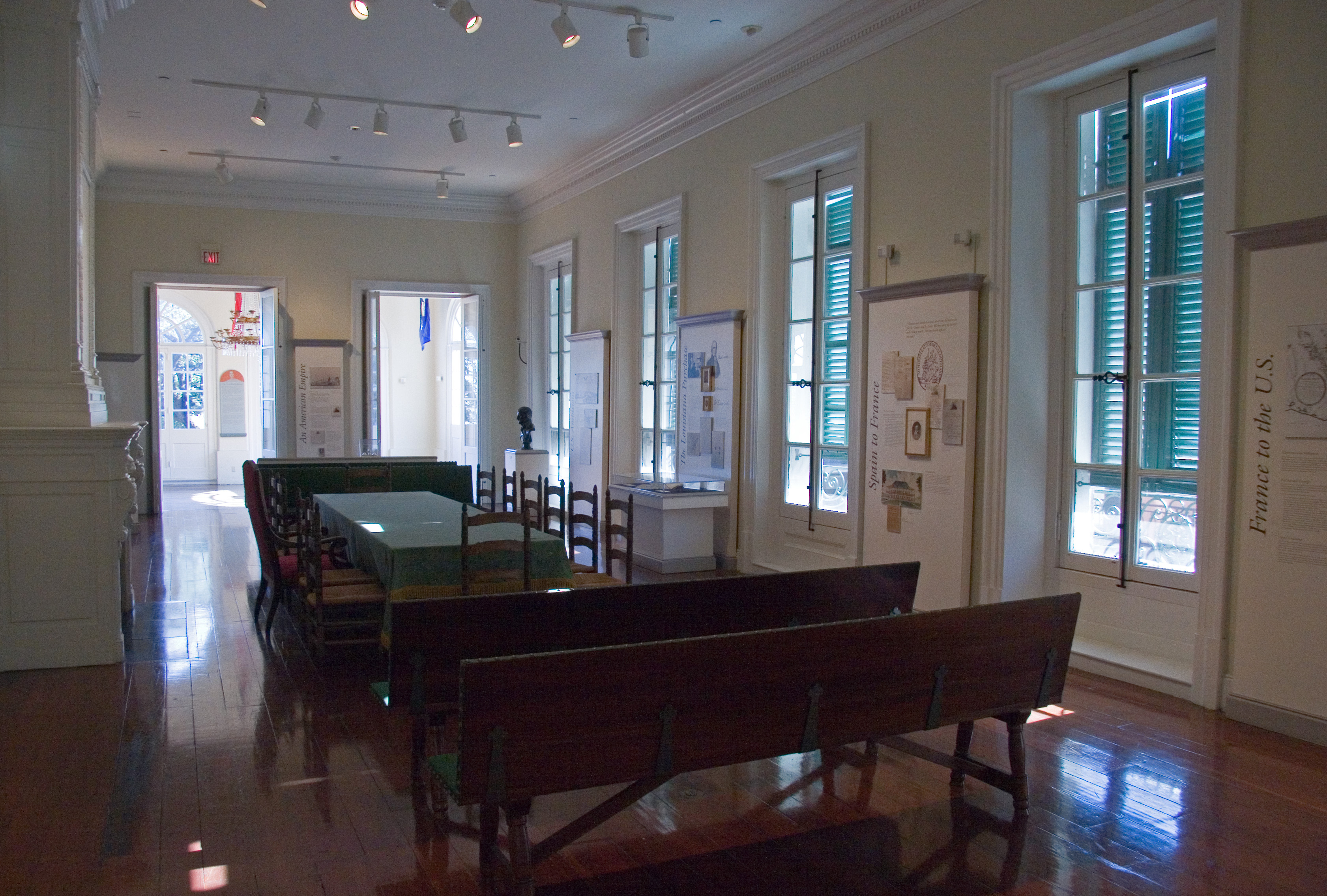
La sala capitular, donde se firmó la compra de Luisiana.
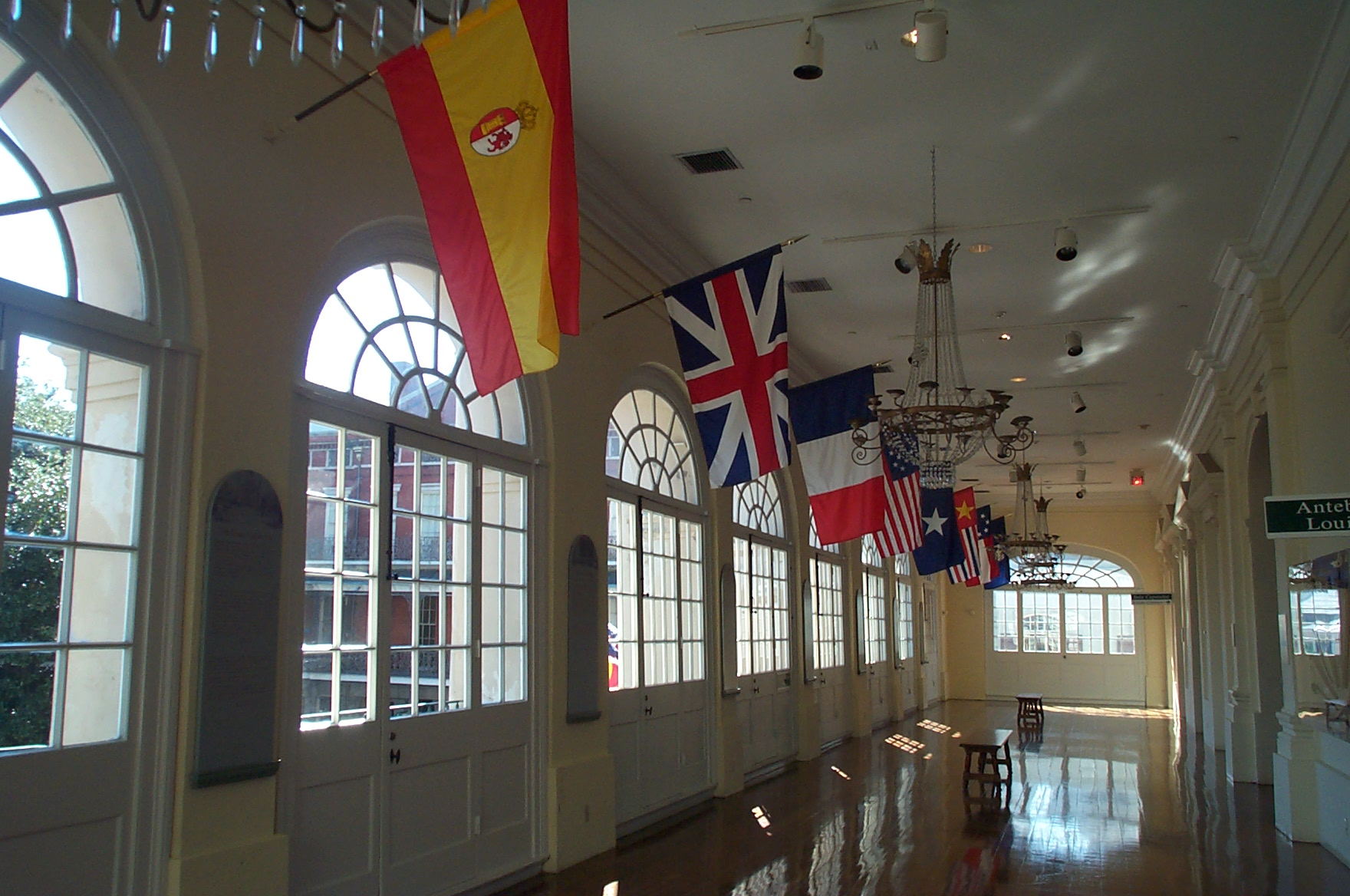
Galería de banderas de naciones que han gobernado a Luisiana.
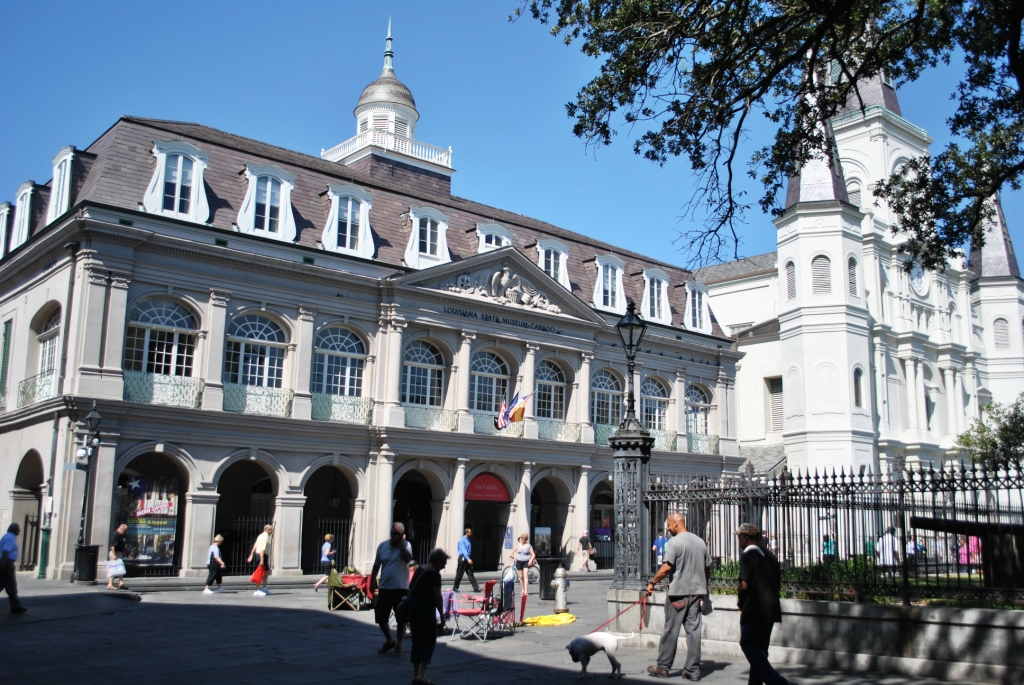
El cabildo y la catedral de San Luis de Nueva Orleans.